# بوغدان إيلي
بوغدان إيلي (بالرومانية: Bogdan Ilie)‏ هو لاعب كرة قدم روماني في مركز الدفاع، ولد في 30 أكتوبر 1999 في بوخارست في رومانيا. لعب مع LPS HD Clinceni ‏.

## وصلات خارجية
- بوغدان إيلي على موقع قاعدة بيانات كرة القدم.إي يو (الإنجليزية)
- بوغدان إيلي على موقع Soccerway.com (الإنجليزية)